# Teleperformance
Teleperformance ist ein französisches börsennotiertes Unternehmen und ist Weltmarktführer im Bereich Business Process Outsourcing (BPO).
Teleperformance bietet unter anderem Dienstleistungen im Bereich des Kundenservices, der technischen Unterstützung, der Kundenakquise und des Backoffice an. Teleperformance wurde 1978 von Daniel Julien in Paris gegründet und betreibt heute mit etwa 420.000 Mitarbeitern 450 Standorte in 83 Ländern. Es werden nach eigenen Angaben Leistungen in 265 verschiedenen Sprachen und Dialekten erbracht. Bekannte Unternehmen, mit denen Teleperformance zusammenarbeitet, sind Apple, Amazon und Uber. Im Jahr 2023 übernahm Teleperformance den Wettbewerber Majorel von Bertelsmann und der Saham Group.
Im August 2021 wurden Vorwürfe laut, nach denen Teleperformance Mitarbeiter im Homeoffice mit Kameras überwacht haben soll. Auch künstliche Intelligenz soll beim Erkennen von verbotenen Gegenständen zum Einsatz gekommen sein. Zudem sollten Mitarbeiter der Entnahme von Fingerabdrücken sowie dem Einsatz von Lügendetektoren zugestimmt haben.

## Aktionäre
(Stand: 30. September 2024):
- Saham-Group – 4 %
- Bertelsmann – 4 %
- Daniel Julien – 2 %
- eigene Anteile – 2 %
- Streubesitz – 88 %

## Niederlassungen und Tochtergesellschaften in Deutschland
- Hauptsitz Dortmund (Teleperformance Germany S. à r. l. & Co. KG und Tochtergesellschaft Tochtergesellschaft Teleperformance Germany Financial Services GmbH)
- Betriebsstätte Görlitz
- Betriebsstätte Hamburg
- Betriebsstätte Greifswald (seit Oktober 2006)
- Betriebsstätte Homburg (bis 2009 in Zweibrücken)
- Betriebsstätte Mönchengladbach (seit 2. Mai 2016)
- Betriebsstätte Springe (seit 2024 durch Übernahme von Majorel)
- Düsseldorf (Tochtergesellschaft Teleperformance Cloud Campus Germany GmbH, Betriebsausübung ausschließlich in häuslicher Umgebung der Mitarbeitenden und Tochtergesellschaft Teleperformance Client Services Germany GmbH, Betriebsausübung ausschließlich in häuslicher Umgebung der Mitarbeitenden)